# Stephan Schwenk
|  | Dieser Artikel wurde aufgrund von inhaltlichen Mängeln auf der Qualitätssicherungsseite des Portals Medienwissenschaft eingetragen. Dies geschieht, um die Qualität der Artikel aus den Themengebieten Journalismus, Medien- und Kommunikationswissenschaften auf ein akzeptables Niveau zu bringen. Hilf mit, den Artikel zu verbessern, und beteilige dich an der Diskussion! |

Stephan Schwenk (* 18. Oktober 1963 in Köln) ist ein deutscher Medienunternehmer. Er ist Eigentümer und Geschäftsführer mehrerer Hörfunksender, die seit 2007 in der Radio Group zusammengefasst sind.

## Leben und Ausbildung
Schwenk wuchs in Nürnberg auf. Er hat einen Zwillingsbruder sowie eine Schwester und einen weiteren Bruder. Nach dem Abitur am Martin-Behaim-Gymnasium 1984 studierte er Betriebswirtschaftslehre und Journalismus an der Friedrich-Alexander-Universität Erlangen-Nürnberg, an der er 1988 seine Diplomarbeit über die Entwicklung der Privatradios in Deutschland schrieb.
Schwenk ist seit 1989 verheiratet und hat zwei Töchter.

## Wirken
Nach dem Abschluss des Studiums im Jahr 1989 begann Schwenk seine Berufslaufbahn als Moderator bei Radio Charivari in Nürnberg. Mit Herzflimmern entwickelte er die erste nächtliche Talkshow im deutschen Radio. Unter dem Namen Hit Radio N1 baute er das erste zielgruppenorientierte Formatradio für Jugendliche in Deutschland auf. Dort war er bis Juni 1993 auch als Geschäftsführer tätig. Mitte 1993 wechselte Schwenk zum Fernsehsender Viva TV. Er war Mitglied des Gründungsteams, das aus den provisorischen Räumen in Köln-Ossendorf den Sendestart am 1. Dezember 1993 verwirklichten. Nach dem Aufbau von Viva-TV verließ Schwenk das Fernsehen, um seinen ersten eigenen Radiosender zu entwickeln.
Mitte der 1990er Jahre gründete Schwenk mit Wim Thoelke und Peter Bosse das Berliner Spreeradio. Dort trat er erstmals als Eigentümer auf. Als Geschäftsführer des Senders entwickelte er ein Schlagerformat und führte den Sender mit prominenten Moderatoren an die Spitze der lokalen Radiosender. Im Jahre 2005 verkaufte Schwenk das Spreeradio an RTL Radio Deutschland. Von 2002 bis 2005 war Schwenk Geschäftsführer von Radio Hamburg. Unter seiner Führung vollzog der Sender einen Wandel vom Formatradio hin zu mehr selbst produzierten Wortprogrammen. Mit der neuen Konzeption wurde Radio Hamburg zum Marktführer der Hamburger Radiosender.
Schwenk ist seit 2007 Inhaber und Geschäftsführer der Radio Group. Die mittelständische Mediengruppe besteht aus 17 Lokalsendern und dem bundesweiten Radioprogramm Radio Germany One. Sie geht auf zwei von Schwenk gegründete Stadtradios aus Cottbus (2002) und Koblenz (2004) zurück.
Am 15. November 2021 ging Radio Holiday, welches bereits vorher als Webradio verbreitet wurde, erstmals terrestrisch im DAB-Multiplex Kanal 9C Saarland auf Sendung. Das Programm soll nach Eigendarstellung Urlaubsstimmung vermitteln, mit Gute-Laune-Musik und guten Nachrichten.
Am 27. Juni 2024 gelang es Stephan Schwenk endlich in seiner Geburtsstadt Köln, und der The Radio Group Holding GmbH eine weitere Lizenz für einen regional ausgerichteten Hörfunkspartenprogramms zu erhalten, RheinRadio COLONIA mit Sitz in Köln.

## Weiteres
Schwenk war am Aufbau verschiedener weiterer Sender beteiligt, darunter der Piratensender Radio X sowie Star FM. Er ist Initiator und Organisator des 2005 erstmals stattfindenden German Radio Award. In Österreich war Schwenk Ende der 1990er Jahre ebenfalls als Geschäftsführer und Berater bei der Gründung von Privatradios aktiv, darunter auch der Privatsender Radio 88.6 in Wien sowie das Cityradio in Linz und Welle 1 in Salzburg. Als Hauptgesellschafter gründete er im Jahr 2000/01 die Webcast Media Group. Diese entwickelte unter der Domain DasWebradio.de ein Internetradio als Vorläufer moderner Streaming-Dienste. Das Angebot wurde nach Verlusten wieder eingestellt.
Im Jahre 2003 gehörte Schwenk der Jury des Ernst-Schneider-Preises an. Von 2004 bis 2005 wirkte er als Dozent für Medienmanagement an der Fachhochschule Mittweida. Von 2010 bis 2011 war er zudem Aufsichtsratsvorsitzender der Messe Pirmasens.

## Kritik
2014 berichtete die Rhein-Zeitung über finanzielle Schwierigkeiten der Radio Group, darunter ausstehende Gehaltszahlungen und offene Forderungen von Dienstleistern. Schwenk musste sich hierfür als Geschäftsführer des Unternehmens vor der zuständigen Aufsichtsbehörde, der Landeszentrale für Medien und Kommunikation, rechtfertigen. Die Liquiditätsprobleme konnten zwischenzeitlich ausgeräumt werden.

## Auszeichnungen
- 2000: Top 100 der New Economy, WirtschaftsWoche[17]